# 카림 하귀
카림 하귀 (كريم حقي, Karim Haggui, 1984년 1월 20일, 카세린 ~) 은 튀니지의 전 축구 선수이다.

## 클럽 경력

### 초기 경력
하귀는 그의 고향 클럽인 AS 카세린에서 1998년에 축구를 시작하였고, 그는 2년 후 에투알 뒤사엘로 이적하였고, 그곳에서 2003년부터, 프로 경력을 시작하였다. 그는 1년 후인 2004년 여름, 프랑스의 RC 스트라스부르로 이적하였다.

### RC 스트라스부르
하귀는 2004년 8월 7일, 2004-05 시즌의 스트라스부르 첫 리그 1경기에서 데뷔전을 치렀다. 경기는 SC 바스티아 원정 경기로, 결과는 1-2 패로 끝났다. 그는 전반기에 그다지 많은 출장을 기록하지 못하였지만, 그는 몇달 뒤, 그의 자리를 찾았다. 그는 스트라스부르의 첫 시즌에 20번의 리그 출장을 하였다. 또한 소속팀은 프랑스 리그 컵에 우승하여 UEFA 컵 진출권도 획득하였다.
그는 두 번째 시즌을 주전으로 시작하였다. 그는 2005년 9월 24일, 툴루즈 FC와의 홈경기에서 2골을 넣었지만, 스트라스부르는 2-4로 패하였다. 그는 11경기 연속 주전 출장 후, 주전 자리를 잃었으나 총 23번의 리그 경기에 출장하였다. 그는 또한 UEFA 컵의 6경기에 출장하였고, 팀은 16강에서 FC 바젤에 패하여 탈락하였다. 2005년 9월 29일에는 그라처 AK를 상대로 득점도 기록하였다. 하지만, 시즌 종료 후, 스트라스부르는 2005-06시즌을 19위로 마감하여 리그 2로 강등되었다. 하귀는 같은 해 여름, 독일 분데스리가의 바이어 04 레버쿠젠행을 확정지었다.

### 바이어 04 레버쿠젠
2006년 7월 29일, 하귀는 바이어 레버쿠젠 데뷔전을 FC 샬케 04와의 DFB-포칼경기에서 치렀다. 그는 풀타임을 소화하였고, 레버쿠젠은 승부차기에서 9-8로 패하였다. 그는 2006년 8월 12일에 2006-07 시즌 분데스리가 데뷔전을 치렀고, 소속팀은 알레마니아 아헨과의 개막전에서 3-0 완승을 거두었다.
그는 대부분 경기에서 주전으로 출전하여, 레버쿠젠의 첫 시즌에 절반의 성공을 거두었다. 그는 11번의 옐로우카드를 얻고, 몇경기에서 실수를 보였다. 그는 VfL 보훔전에서 22분만에 3골을 허용하는 빌미를 제공하여, 겨우 23분만에 교체되었다. 그는 2006-07 시즌동안 24번의 리그 경기에 출장하였다. 그의 레버쿠젠 처음이자 마지막 골이 RC 랑스와의 UEFA 컵 원정경기에서 기록되었고, 팀은 1-2로 패하였다. 그는 이후 경고누적으로 퇴장당하였다. 그는 소속팀이 CA 오사수나에 패해 탈락하기 전까지 총 9번의 UEFA 컵 경기에 출장하였다.
그는 다시 2번째 시즌에 팀의 주전 선수로 활약하였고, 2007년 9월 15일, VfL 보훔전에서 첫골을 넣었고, 팀은 2-0으로 승리하였다. 그는 2008년 3월 16일, 1. FC 뉘른베르크전에서 또다시 득점하였고, 레버쿠젠은 4-1로 대승을 거두었다. 그는 2번째 시즌에도 24번의 리그 경기에 출장하였다. UEFA 컵에서는 11경기에 출장하였고, 소속팀은 그 시즌 챔피언인 제니트 상트페테르부르크에 8강전에서 패해 탈락하였다. 그의 그시즌 유일한 UEFA 컵 골은 3라운드 갈라타사라이 SK전에서 터졌고, 경기는 레버쿠젠의 5-1 승리로 마무리되었다.
그러나, 3번째 시즌에는 출장 기회를 잃었고, 그는 시즌동안 11번의 리그경기 출장에 그쳤다. 그는, 그러나, 2008년 8월 30일 TSG 1899 호펜하임과의 홈경기에서 득점하였고, 소속팀은 5-2로 승리하였다. 그는 DFB-포칼 경기에도 두 경기 출장하였으나, 그는 베를린에서 열린 SV 베르더 브레멘과의 경기에서 후반 교체출장하였고, 팀은 0-1로 석패하였다.

### 하노버 96
2009년 6월 1일, DFB-포칼 결승전 이틀 후, 하귀는 레버쿠젠을 자유 이적으로 떠나 하노버 96과 2년 계약을 체결하였다.
하귀는 2009년 8월 2일, DFB-포칼 1라운드인 아인트라흐트 트리에르전에서 데뷔전을 풀타임으로 치렀고, 하노버는 1-3으로 패하였다. 그는 2009년 8월 8일, 헤르타 BSC 베를린과의 개막전에서 하노버 소속으로 리그 데뷔전을 치렀고, 하노버는 0-1로 패하였다. 그는 2009년 10월 3일 SC 프라이부르크전에서 하노버 소속 첫골을 기록하였고, 팀은 5-2로 승리하였다. 하귀는 2009년 12월 12일, 보루시아 묀헨글라트바흐 전에서 2번의 자책골을 기록하였고, 팀은 3-5로 패하였다.
2010년 8월, 하귀는 하노버 96의 주전 선수로 복귀하였다.

## 국가대표 경력
하귀는 2003년을 기점으로 튀니지 축구 국가대표팀 일원이 되었다. 2003년 8월 20일, 그는 기니전에서 데뷔전을 치렀다.
그의 첫 메이저 대회는 홈에서 열린 2004년 아프리카 네이션스컵으로, 하귀는 팀내 최연소 선수로 참여하였는데, 그는 전경기 출장하였고 튀니지는 우승을 거두었다. 준결승에서, 그는 나이지리아를 상대로 승부차기를 성공시켰고, 튀니지는 나이지리아를 승부차기에서 5-3으로 꺾었다. 결승전에서는 모로코를 상대하여 2-1로 승리하였다. 2004년, 그는 2004년 하계 올림픽 축구에도 참여하여, 3번의 조별리그 경기에 모두 출전하였고, 튀니지는 조 3위로 조기탈락하였다.
하귀는 이집트에서 열린 2006년 아프리카 네이션스컵에도 참여하였고, 그는 4경기에 모두 출장하였다. 하귀는 나이지리아와의 8강전에서 동점골을 기록하였으나, 승부차기끝에 5-6으로 패하여 탈락하였다. 같은 해, 그는 독일에서 열린 2006년 FIFA 월드컵에도 참여하였다. 그는 2004년 6월 5일, 4-1로 승리한 보츠와나와의 예선 1차전에서 골을 넣었고, 이후 그는 총 7경기 출장, 2골을 기록하였다.
2008년, 하귀는 가나에서 열린 2008년 아프리카 네이션스컵에도 4경기 모두 출전하였고, 튀니지는 카메룬전에서 2-3으로 져 탈락하였으며, 하귀는 경기 시작 후 38분만에 부상을 당해 교체아웃되었다.